# 우당탕탕 로코와 친구들
《우당탕탕 로코와 친구들》(Rocko's Modern Life)는 니켈로디언에서 제작한 미국의 애니메이션이다.

## 줄거리
오스트레일리아에서 미국으로 이민을 온 왈라비 로코가 겪는 이야기이다.

## 등장인물
- 로코(Rocko)
  - 성우:카를로스 알라스라키 / 이영아(재능TV) → 남도형(넷플릭스)

18→38세의 왈라비. 만화책방에서 일을 하고 있다.
- 헤퍼(Heffer Woolfe)
  - 성우:톰 케니 / 이인성(재능TV) → 이장원(넷플릭스)

로코의 친구이며 황소이다.
- 필버트(Filburt Turtle)
  - 성우:미스터 로렌스 / 김창기(재능TV) → 김장(넷플릭스)

로코의 친구이며 거북이다.
- 에드 빅헤드(Ed Bighead)
  - 성우:찰리 애들러 / 기영도(재능TV) → 유해무(넷플릭스)

로코의 이웃이며 두꺼비이다.

## 기타
종영 이후 23년만에 2019년의 '우당탕탕 로코와 친구들:멋진 신세계'라는 스페셜이 넷플릭스에서 공개되었다.